# Liste der beweglichen Kulturdenkmäler in Hamburg (Denkmalschutzgesetz 1973)
Die folgende Liste enthält die beweglichen Denkmäler auf dem Gebiet der Freien und Hansestadt Hamburg, d. h. deren Standort wechselt oder die sich nicht einem der Hamburger Bezirke zuordnen lassen.
Basis ist die Denkmalliste (Stand: 13. April 2010) des Denkmalschutzamtes Hamburg. Diese enthält alle Objekte, die rechtskräftig nach dem Hamburger Denkmalschutzgesetz unter Denkmalschutz stehen (§ 5 DSchG HA) oder zumindest zeitweise standen. Darüber hinaus führt das Denkmalschutzamt eine noch umfangreichere Liste der erkannten Denkmäler (§ 7 a DSchG HA) mit den als schutzwürdig erkannten Objekten, für die das Gesetz bereits Auflagen bei Veränderungen bis zu einer möglichen Unterschutzstellung vorsieht.
| lfd. Nr. | Denkmal                                           | Kurzbeschreibung | Eintragung | Löschung | Standort/Liegeplatz                                                         | Bild |
| -------- | ------------------------------------------------- | --- | ---------- | -------- | --------------------------------------------------------------------------- | ---- |
| 410      | Galionsfigur Knabe und Mädchen                    | 150 cm hohes „Geschwisterpaar“ aus feinem Pitchpineholz aus der Mitte des 19. Jahrhunderts; Schenkung an das Altonaer Museum, Inventar-Nr. 1970/738 | 18.03.1953 |          | Altonaer Museum, Inventar-Nr. 1970/738                                      |      |
| 411      | Galionsfigur Karla, Bremerhaven                   | Galionsfigur des Segelschiffes Karla; Inventar-Nr. I/1863/79 des Deutschen Schifffahrtsmuseums in Bremerhaven | 18.03.1953 |          | Deutsches Schifffahrtsmuseum Inventar-Nr. I/1863/79                         |      |
| 1007     | Dampfschiff Schaarhörn; Heimathafen Hamburg       | 1908 im Auftrag des Hamburger Staates auf der „Schiffswerfte und Maschinenfabrik A. G.“ (vormals Janssen & Schmilinsky) in Hamburg-Steinwärder fertiggestellter Peildampfer mit Doppel-Schrauben-Antriebsanlage, der zusätzlich vom Hamburger Senat für repräsentative Ausfahrten genutzt wurde; 1991/93 zur Reparatur auf der Jöhnk-Werft in Hamburg-Harburg. | 26.01.1993 |          | Anleger Norderelbstraße (→Lage)                                             |      |
| 1338     | Eisbrecher Stettin; Heimathafen Hamburg           | 1933 gebautes, letztes fahrklares Kohle-Dampf-Seeschiff mit der größten in Deutschland noch existierenden Dreifach-Expansionsmaschine, dessen Einsatzgebiet als Eisbrecher die Nord- und Ostseeküste, der Elbe-Lübeck-Kanal und die Unterelbe war. | 17.04.2002 |          | Museumshafen Övelgönne                                                      |      |
| 1406     | Motorschiff Cap San Diego                         | 1961 bis 1962 in Zusammenarbeit mit dem Architekten Cäsar Pinnau erbauter Schnellfrachter | 01.12.2003 |          | Liegeplatz: Überseebrücke (→Lage)                                           |      |
| 1460     | Alster-Motorbarkasse Aue                          | 1926 bei der Oelkers-Werft erbaute, 1951 und 1960 teilweise veränderte Motorbarkasse. Im Einsatz für die ATG Alster-Touristik GmbH | 25.01.2005 |          |                                                                             |      |
| 1469     | Feuerlöschboot Feuerwehr IV bzw. Walter Hävernick | 1930 von der Hamburger Werft August Pahl erbautes Feuerlöschboot | 21.04.2005 |          | April bis November an der Kehrwiederspitze im Hamburger Niederhafen (→Lage) |      |
| 1606     | Lieger Cäsar                                      | 1902 erbauter ehemaliger Kontor- und Werkstattlieger | 23.07.2007 |          | Spreehafen Hamburg, Berliner Ufer, Wassertreppe 14                          |      |
| 1802     | Dampfbarkasse Otto Lauffer                        | 1928 auf der Hamburger Werft H. C. Stülcken Sohn erbaut. | 10.02.2010 |          | Neumühlen, Ponton                                                           |      |